# Aeroportul Oswaldo Guevara Mujica
Aeroportul Oswaldo Guevara Mujica (IATA: AGV, ICAO: SVAC) este un aeroport din Araure⁠(d), Portuguesa, Venezuela ce deservește zona Acarigua⁠(d).
Situat la o altitudine de 225 m, aeroportul dispune de o singură pistă.